# Салово (Тверская область)
Са́лово — деревня в Кимрском районе Тверской области России.
Входит в состав Печетовского сельского поселения.

## География и транспорт
Деревня Салово по автодорогам расположена в 45 км к северо-западу от города Кимры, в 53 км от железнодорожной станции Савёлово, и в 183 км от МКАД.
Деревня находится рядом с рекой Рудомошь и окружена массивом мелколиственных и хвойных лесов. Почва в деревне в большинстве своем относится к супесям, во многих местах присутствуют значительные залежи торфа. В 7 км к востоку от деревни находится Битюковское болото.
Ближайшие населённые пункты — деревни Печетово, Ильино и Шубино.

## История
Деревня Салово впервые появляется на карте Тверской губернии А. Менде 1853 г.
В середине XIX века в деревне находилось одно заводское производство.
В 1931 г. деревня Салово вошла в состав Кимрского района, входящего в состав Московской области.
В 1935 г. деревня вошла в состав новообразованной Калининской области.
С начала 90-х гг. деревня была в составе Печетовского сельского округа (ликвидирован в 2006 г.).
В 2006 г. деревня Салово вошла в состав новообразованного Печетовского сельского поселения.

## Население
| 1859 | 2002 | 2010 |
| ---- | ---- | ---- |
| 230  | ↘1   | →1   |

## Учреждения
Ближайший банкомат и отделение Сбербанка находятся в городе Кимры.